# Boguchwała (powiat mogileński)
Boguchwała – osada leśna w Polsce, położona w województwie kujawsko-pomorskim, w powiecie mogileńskim, w gminie Dąbrowa.
Osada, gajówka stanowiąca jeden z przysiółków wsi Sędowo
W latach 1975–1998 miejscowość administracyjnie należała do województwa bydgoskiego.